# Mount-Meager-Massiv
Das Mount-Meager-Massiv (engl. Mount Meager massif) ist eine Gruppe von Vulkanen im Südwesten der kanadischen Provinz British Columbia. Es befindet sich in den Pacific Ranges der Coast Mountains und ist Teil der Kaskaden-Vulkane im Westen Nordamerikas. Das Mount-Meager-Massiv liegt 150 km nördlich von Vancouver am Nordende des Pemberton Valley und ist bei einem Volumen von 20 km³ etwa 13 km lang und etwa 9 km breit. Am Plinth Peak erreicht es bei 2.680 m seine größte Höhe. Das Massiv ist mit verschiedenen erodierten vulkanischen Strukturen bedeckt, darunter Lavadomen, vulkanischen Pfropfen und einander überlappenden Pfeilern von Lavaströmen; diese bilden mindestens sechs Haupt-Gipfel, darunter den Mount Meager, den zweithöchsten des Massivs.
Der Garibaldi-Vulkangürtel (engl. Garibaldi Volcanic Belt, GVB) hat eine lange eruptive Geschichte und stellt für die umgebende Region eine Gefahr dar. Jegliches vulkanisches Ereignis von Erdrutschen bis zu Eruptionen könnte ein bedeutendes Risiko für Mensch und Natur darstellen. Obwohl am Massiv seit mehr als 2.000 Jahren keine Ausbrüche registriert wurden, könnte es zu einer bedeutenden Eruption kommen; in diesem Falle würden schnell Hilfeleistungen organisiert. Behörden wie die, welche im Interagency Volcanic Event Notification Plan (IVENP) zusammenarbeiten, sind auf die Benachrichtigung von durch Vulkanausbrüche gefährdeten Personen in Kanada vorbereitet.
Das Mount-Meager-Massiv erzeugte die größte Eruption in Kanada in den vergangenen 10.000 Jahren. Vor etwa 2.400 Jahren fand eine explosive Eruption statt, die einen Vulkankrater an seiner Nordostflanke erzeugte und Lawinen aus heißer Asche, Felstrümmern und vulkanischen Gasen an den Nordseiten abgehen ließ. Hinweise auf erhöhte vulkanische Aktivitäten in der Gegenwart sind am Vulkan zu beobachten, so Thermalquellen und Erdbeben. Das Mount-Meager-Massiv war in der Vergangenheit auch Ausgangspunkt mehrerer großer Erdrutsche, darunter eines massiven Schuttstroms im Jahr 2010, der den Meager Creek und den Lillooet River herunterkam.

## Geographie und Geologie

### Regionale Geographie
Das Mount-Meager-Massiv liegt in den Coast Mountains, welche sich von Vancouver bis zum Alaska Panhandle über 1.600 km hinweg erstrecken. Das Gebirge ist etwa 300 km breit und von Fjorden eingeschnitten, schmalen Meeresarmen mit steilen Wänden, die von Gletschern durch Erosion geschaffen wurden. Die Coast Mountains haben einen tiefgreifenden Einfluss auf das Klima in British Columbia. Durch ihre Lage unmittelbar östlich des Pazifiks unterbrechen sie die Zufuhr feuchtigkeitsgeladener Luft in das Inland, was heftige Niederschläge an ihrer Westseite zur Folge hat. Die Niederschlagsmengen gehören zu den extremsten in Nordamerika und unterhalten üppige Wälder an den Westhängen der Berge.
Die das Mount-Meager-Massiv umgebenden Täler sind Heimat von Primärwäldern. Im Gebiet finden sich aber auch Feuchtgebiete, Pflanzen der Populus trichocarpa-Salix-Rubus nutkanus-Assoziation sowie Epilobium glaberrimum, eine nordamerikanische Art der Weidenröschen. An Tierarten bewohnen Wölfe, Vielfraße, Elche, Schwarzwedelhirsche, Schneeziegen, Greifvögel und Gänse ebenso das Gebiet wie Grizzly- und Schwarzbären.

### Regionale Geomorphologie

#### Garibaldi-Vulkangürtel

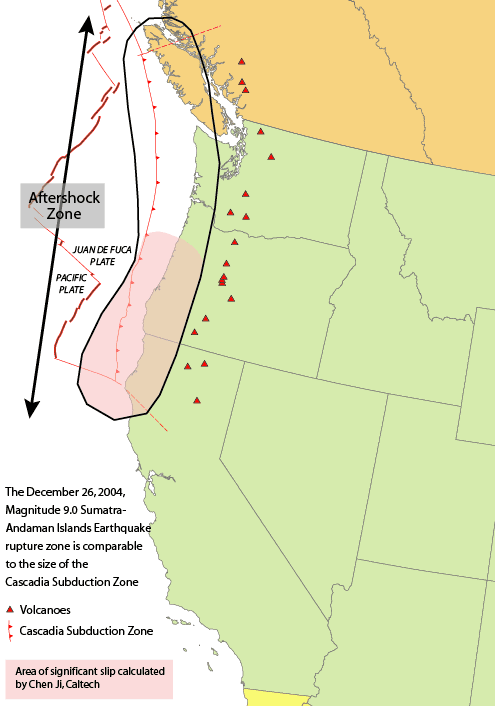
Gebiet der Cascadia-Subduktionszone mit dem Mount-Meager-Massiv als nördlichstem mit einem roten Dreieck bezeichneten Vulkan im Kaskaden-Vulkanbogen

Das Mount-Meager-Massiv ist Teil des Garibaldi-Vulkangürtels (GVB), des nördlichsten Abschnittes des Kaskaden-Vulkanbogens. Dieser Vulkangürtel umfasst Schlackenkegel, Calderen, Schichtvulkane und Subglaziale Vulkane (Vulkane unter Gletschern oder Eisschildern), die in den letzten 10.000 Jahren aktiv waren. Die letzte explosive Eruption im Garibaldi-Vulkangürtel ereignete sich vor etwa 2.400 Jahren an einem Krater am Nordosthang des Massivs, welcher eine klar abgrenzbare Senke bildet.
Der GVB erstreckt sich nordwärts vom Vulkan bei Watts Point bis mindestens zum Mount-Meager-Massiv. Weil wenig über die Vulkane nördlich des Massivs wie die Silverthrone Caldera und den Franklin-Gletscher-Vulkan bekannt ist, sind sich die Experten über ihre Natur uneinig. Einige Wissenschaftler halten die Silverthrone Caldera für den nördlichsten Vulkan des Garibaldi-Vulkangürtels, während andere die Meinung vertreten, dass die Geologie des Massivs der des GVB ähnlicher ist. Es ist ebenso unklar, ob die Milbanke Sound Group Teil des Garibaldi-Vulkangürtels ist oder durch andere tektonische Prozesse geformt wurde. Es ist jedoch evident, dass die Vulkan-Komplexe Silverthrone und Franklin-Gletscher mit den Aktivitäten in der Cascadia-Subduktionszone zusammenhängen. Geologisch gesehen entalten diese beiden Vulkane dieselben Gesteinsarten wie jene, die auch anderswo im Kaskaden-Bogen gefunden werden, darunter Rhyolithe, Dazite, Andesite und Basaltandesite. Solche Gesteine werden durch den Vulkanismus in Subduktionszonen erzeugt, sodass der wahrscheinlich vorhandene Vulkanismus am Silverthrone und am Franklin-Gletscher wohl mit der Subduktion zusammenhängt. Wenn diese beiden Vulkane wirklich zum Kaskaden-Bogen gezählt werden, dann ist das Mount-Meager-Massiv nicht der nördlichste Vulkan des Garibaldi-Vulkangürtels oder des Kaskaden-Bogens.

#### Kaskaden-Vulkanbogen
Der Vulkanismus im Kaskaden-Vulkanbogen wird durch die Subduktion der Juan-de-Fuca-Platte unter die Nordamerikanische Platte an der Cascadia-Subduktionszone hervorgerufen. Diese ist eine 1.094 km lange Verwerfung etwa 80 km vor der Küste des Pazifischen Nordwestens von Nordkalifornien bis zum südwestlichen British Columbia. Die Platten bewegen sich mit einer relativen Geschwindigkeit von mehr als 10 mm im Jahr in einem spitzen bzw. stumpfen Winkel auf die Subduktionszone zu. Aufgrund des riesigen Gebietes der Verwerfung können an der Cascadia-Subduktionszone schwere Erdbeben mit einer Magnitude von 7,0 oder größer entstehen. Die Schnittstelle zwischen der Juan-de-Fuca- und der Nordamerikanischen Platte verharrt über einen Zeitraum von grob geschätzt 500 Jahren in einem blockierten Zustand. Während dieser Zeiträume bauen sich Spannungen an der Schnittstelle der Platten auf; außerdem werden tektonische Hebungen am Rand der Nordamerikanischen Platte verursacht. Wenn die Platten schließlich aneinander vorbeigleiten, entladen sich die während der 500 Jahre aufgestauten Energien in einem gewaltigen Erdbeben.
Im Gegensatz zu den meisten Subduktionszonen weltweit gibt es in Cascadia keine Tiefseerinne entlang des Kontinentalrandes. Die Mündung des Columbia River liegt unmittelbar an der Subduktionszone und lagert Schluff am Grunde des Pazifiks ab, sodass diese riesige Senke gefüllt wird und wie ein versunkenes Land wirkt. Die gewaltigen Fluten aus dem prähistorischen Lake Missoula während des Jungpleistozäns lagerten gleichfalls riesige Mengen von Sedimenten in der Senke ab. Wie bei anderen Subduktionszonen auch wird jedoch der äußere Rand wie eine gigantische Feder zusammengedrückt. Wenn die aufgestaute Energie durch eine Rutschung entlang der Verwerfung in unregelmäßigen Abständen plötzlich freigesetzt wird, können an der Cascadia-Subduktionszone gewaltige Erdbeben ausgelöst werden wie das Cascadia-Erdbeben mit einer Magnitude von 9,0 am 26. Januar 1700. Erdbeben entlang der Cascadia-Subduktionszone sind jedoch ungewöhnlich; es gibt Hinweise auf ein Abklingen der vulkanischen Aktivität im Verlauf der letzten Jahrmillionen. Eine mögliche Erklärung besteht in der Konvergenz-Rate zwischen der Juan-de-Fuca- und der Nordamerikanischen Platte, welche 3–4 cm pro Jahr beträgt, was etwa der Hälfte der Rate von vor sieben Millionen Jahren entspricht.

### Lokale Geographie

Lage und Ausdehnung des Garibaldi-Vulkangürtels; dargestellt sind die einzelnen Vulkane und die mit ihnen verbundenen Objekte

Sechs Hauptgipfel bilden zusammen das Mount-Meager-Massiv. Der höchste und nördlichste ist der Plinth Peak mit einer Höhe von 2.680 m. Der Mount Meager selbst ist 2.650 m hoch. Der Capricorn Mountain erhebt sich westlich des Mount Meager bis auf 2.570 m. Unmittelbar westlich des Capricorn Mountain liegt der Mount Job, 2.493 m hoch. Der Pylon Peak mit einer Höhe von 2.481 m liegt südlich von Capricorn Mountain und Mount Meager. Der Devastator Peak, auch The Devastator genannt, hat eine Höhe von 2.315 m und ist der kleinste und südlichste Gipfel des Massivs.
Flüsse und Gletscher haben eine bedeutende Rolle bei der Aufteilung des Massivs gespielt. Die oberen Lagen sind von Schnee und Eis bedeckt. Zahlreiche Dykes in älteren Abschnitten wurden gebildet, als Magma in Spalten eindrang, dann als Schicht-Intrusion erstarrte und schließlich heftiger Erosion ausgesetzt war. Perkin's Pillar, ein senkrechter Turm aus Lava-Brekzie, stellte bis zu seinem Zusammenbruch im Juni 2005 ein Überbleibsel der erosiven Prozesse dar. Mehr als 10 Flüsse führen das Schmelzwasser vom Mount-Meager-Massiv ab, darunter der Capricorn Creek, der Job Creek, der No Good Creek, der Angel Creek, der Devastation Creek, der Canyon Creek und der Affliction Creek. Das Massiv liegt im Lillooet Land District, einer der zahlreichen Verwaltungseinheiten von British Columbia.

### Lokale Geomorphologie
Die Geomorphologie des Mount-Meager-Massivs ähnelt der des Glacier Peak, einem Vulkan im Kakskaden-Bogen im US-Bundesstaat Washington. Sie besteht aus mindestens vier einander überlappenden Schichtvulkanen, die von Süd nach Nord jünger werden. Mit einem Gesamtvolumen von 20 km³ ist das Massiv älter als die meisten anderen Vulkane im Kaskaden-Bogen; seine Geschichte reicht bis zu 2,2 Mio. Jahre zurück. In der Kaskadenkette sind die ältesten Vulkane im Allgemeinen nicht älter als eine Million Jahre. Zu diesen gehört der Mount Rainier (Alter: 500.000 Jahre), der Lassen Peak (Alter: 25.000 Jahre), der Mount Jefferson (Alter: 290.000 Jahre) und der Mount St. Helens (Alter: 50.000 Jahre). Teile des Massivs wurden jedoch in der letzten Million Jahre gebildet. Der Vulkan besteht aus vulkanischen Gesteinen, die von Rhyodazit bis Basalt reichen. Rhyodazit bildet eine Reihe erodierter vulkanischer Pfropfen, welche die höchsten Gipfel formen. Deren Abhänge sind mit den Produkten der Eruptionen übersät und gelten als oberflächlicher Ausdruck von Intrusionen. Im Ergebnis bieten sie eine einzigartige Möglichkeit, die Beziehungen zwischen Magmakammern und der aus ihnen stammenden Lava zu studieren. Die mafischen (reich an Magnesium und Eisen), intermediären (zwischen mafisch und felsisch) und felsischen (reich an Feldspat und Quarz) vulkanischen Gesteine des Massivs wurden durch mindestens acht Vulkanschlote ausgestoßen.

### Bridge River Vent

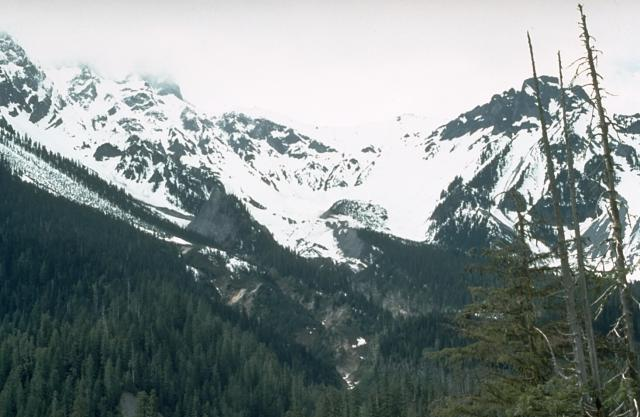
Die vergletscherte Nordost-Flanke des Plinth Peak; ebenso sichtbar ist der unscheinbare, von Eis und Geröll bedeckte Bridge River Vent in der Bildmitte.

Der Bridge River Vent ist ein relativ junger Vulkankrater, der während einer Eruption vor etwa 2.400 Jahren entstand. Diese Eruption schwankte in ihrem Charakter von explosiv zu effusiv und führte auch zur Ausbildung eines Lavadoms, von Glutlawinen, Laharen und Lavaströmen. Die ostwärts gerichtete Verlagerung der Eruptionssäule verbreitete Material quer über Westkanada und lagerte die Bridge-River-Asche ab. Im Gebiet des Bridge River und des Lillooet River findet sich die Asche als grobkörnig texturierte Ablagerung mit Blöcken aus Bims (Durchmesser von bis zu 10 cm). Östlich des Bridge River wird die Textur schlagartig feiner. In Big Bar am Fraser River haben die Pellets bis zu 3 mm Durchmesser und im Gebiet von Messiter nur noch maximal 0,7  Durchmesser.
Gelegen an der Nordostflanke des Plinth Peak, hat der Bridge River Vent eine Höhe von 1.524 m. Er besitzt überhängende Steilwände, die von Eis sowie Geröll aus vulkanischer Aktivität bedeckt sind; der Hang stürzt nach und nach ein. Der Krater ist grob schalenförmig, allerdings an der Nordseite durchbrochen. Weil der Bridge River Vent an der Nordseite des Mount-Meager-Massivs liegt, stellt er einen Satelliten-Schlot dar. Die Eruption, die ihn formte, wurde möglicherweise von einer Röhre gespeist, die unterhalb des Massivs mit einer Magmakammer verbunden war. Ein durch die regionale Tektonik gesteuertes Spannungsfeld wurde gemeinhin in die Erklärung für die Dynamik der seitlichen Magma-Flüsse (seitwärts statt senkrecht zur Oberfläche gerichtet) aus einem solche Eruptionen hervorbringenden Speicher einbezogen.

## Geschichte

### Benennung
Der Name Meager Mountain wurde am 6. Mai 1924 offiziell anerkannt, so wie er auf einer Karte von British Columbia aus dem Jahr 1923 verzeichnet war. Der Vulkan wurde 1966 in Mount Meager umbenannt. Eines Briefes der BC Geographical Names von 1983 zufolge wurde „der lokal gebräuchliche Name ‚Cathedral‘ bereits anderswo verwendet, sodass der Berg in ‚Meager‘ nach dem südlich von ihm gelegenen Creek rückbenannt wurde“. Der Meager Creek ist nach J. B. Meager benannt, welcher am Fluss Lizenzen zum Holzeinschlag besaß. Ungeachtet des offiziellen Namens wird der Mount Meager manchmal fälschlicherweise Mount Meagre oder Mount Meagher buchstabiert.

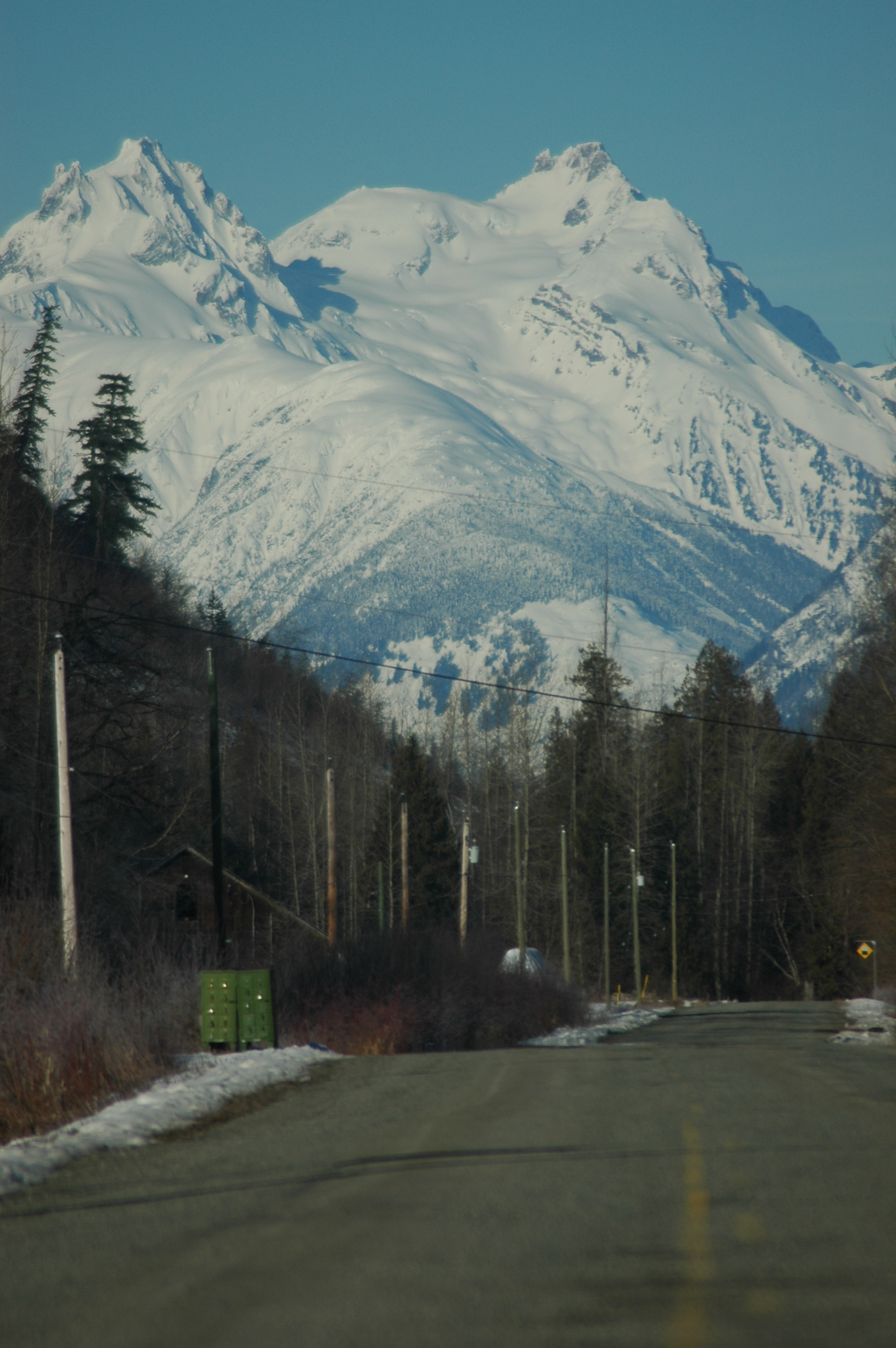
Das Mount-Meager-Massiv am 11. Februar 2006

Die Namen der Gipfel des Massivs wurden vom kanadischen Bergsteiger Neal M. Carter vorgeschlagen, einem Mitglied des British Columbia Mountaineering Club. Der Devastator Peak wurde offiziell am 3. August 1977 im Zusammenhang mit dem Devastation Glacier benannt. Der Plinth Peak wurde offiziell am 6. September 1951 benannt, wie er in Carters skizzenhafter Karte von 1932 und im Artikel „Explorations in the Lillooet River Watershed“ vermerkt war. Der Mount Job und der Pylon Peak wurden offiziell am 17. Januar 1957 benannt, und zwar wie in Carters Kartenskizze vom Lillooet River von 1954. Der Capricorn Mountain wurde ursprünglich als Mount Capricorn im Canadian Alpine Journal, Vol. XXI von 1932 identifiziert. Entsprechend dieser Zeitschrift wurde „der Name Mt. Capricorn für den 8440 Fuß hohen Berg gewählt, eine Variante des allzu verbreiteten ‚Goat Mountain‘, wie er von Bert [Perkins] für den Fluss verwendet wurde, der den Capricorn Glacier an seiner Basis entwässert“. Schließlich wurde der Gipfel am 22. Juni 1967 in Capricorn Mountain umbenannt.

### Bergbau und Geothermie
Ein Großer Bims-Aufschluss von mehr als 2.000  Länge und 1.000 m Breite war Gegenstand eines Bergbau-Vorhabens seit mindestens den 1970er Jahren. Die Lagerstätte war zuerst im Besitz von J. MacIsaac. Mitte der 1970er untersuchte der zweite Eigentümer W. H. Willes den Bims und baute ihn ab. Er wurde nahe dem Dorf Pemberton gebrochen, abtransportiert und gelagert. Später wurde die Brücke, die den Zugang zur Lagerstätte ermöglichte, unterspült; der Abbau wurde bis 1988 nicht wieder aufgenommen, als die Lagerstätte von L. B. Bustin erworben wurde. Der Aufschluss wurde 1990 von D. R. Carefoot von den Eigentümern B. Chore and M. Beaupre gekauft. In einer Untersuchung von 1991 bis 1992 wurde die Eignung des Bims als Baumaterial sowie als Material für die Öl-Absorption und die Verwendung im Stonewash-Verfahren beurteilt. Etwa 7.500 m³ Bims wurden 1998 durch die Great Pacific Pumice Incorporation abgebaut.
Das Mount-Meager-Massiv wurde hinsichtlich seines Potenzials als Geothermie-Ressource untersucht. Mindestens 16 Standorte kommen zur Nutzung in British Columbia infrage, von denen das Gebiet am Mount Meager zu den ersten fünf gehört, die für eine wirtschaftliche Nutzung geeignet sind. Am Meager Creek gibt es das Potenzial für die kommerzielle Nutzung in einem 100–200 Megawatt-Kraftwerk. Dem nahe gelegenen Standort am Pebble Creek wird ebenso eine „sehr gute“ Eignung für ein 200-Megawatt-Kraftwerk bescheinigt. Aufgrund ihres besonders hohen Potenzials für die kommerzielle Nutzung an den beiden Flüssen ist das Gebiet um den Mount Meager die vielversprechendste Quelle für die Geothermie-Nutzung in British Columbia.

## Vulkanismus

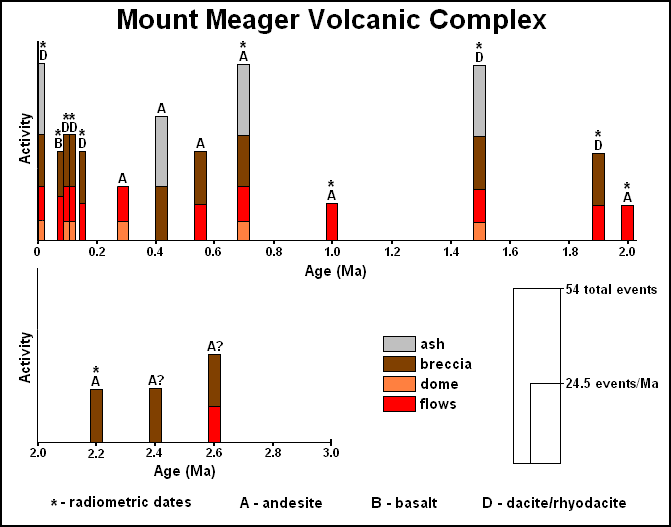
Diagramm der vulkanischen Aktivität am Mount-Meager-Massiv in Millionen Jahren (Ma). Die Höhe des Histogramms gibt eine ungefähre Vorstellung von der Größe des Ereignisses. Das letzte Ereignis vor etwa 2.400 Jahren (im Histogramm als letzte Eruption) war dem Ausbruch des Mount St. Helens 1980 sehr ähnlich. Mit Fragezeichen markierte Ereignisse sind unsicher.

Mindestens 54 Eruptionen haben sich in den vergangenen 2,6 Mio. Jahren am Massiv ereignet. Ihr Charakter wechselte zwischen Effusion und Ejektion. Es wurden vier primäre eruptive Perioden identifiziert, bei denen die einzelnen Eruptionen Jahrtausende auseinander liegen können. Große von Nordwest nach Südost orientierte Strukturen, die zur parallelen Lage von Harrison Lake und Pemberton Valley führten, könnten die vulkanische Aktivität oder zumindest die Schaffung von Schwächezonen der Erdkruste steuern, welche durch aufsteigende Magma-Schübe durchbrochen wurden.

### Erste aufgezeichnete Aktivität
Während der ersten eruptiven Periode zwischen 2,2 und 1,9 Mio. Jahren vor heute, wurden intermediäre bis felsische Gesteine im Süden des Massivs ausgestoßen. Basale Brekzien, möglicherweise von einem ausgegrabenen Schlot, liegt unter Andesiten und Tuffen, Lavaflüssen und -domen, sowie unter Brekzien vom Devastator Peak. Die Schichten haben eine maximale Dicke von 300 m und liegen über einem 400 m hohen Felsgrat aus anstehendem Gestein, das zwischen 251 und 65,5 Mio. Jahren vor heute während des Mesozoikums gebildet wurde.
Am Südwestende des Massivs repräsentieren Dazite mit wenigen Einsprenglingen (großen und auffälligen Kristallen) aus Quarz, Plagioklasen und Hornblende ein 200 m mächtiges Überbleibsel von subhorizontalen Lavaflüssen. Obwohl der Beginn der ersten eruptiven Periode allgemein auf die Zeit von etwa 2,2 Mio. Jahren vor heute geschätzt wird, könnten zwei Andesit-Eruptionen zwischen 2,4 und 2,6 Mio. Jahren vor heute stattgefunden haben. Die erste der beiden könnte Lavaflüsse und Brekzien produziert haben, wogegen die spätere hauptsächlich Brekzien ausgestoßen haben könnte.

### Die eruptive Periode der Devastator- und Pylon-Assemblages
Die zweite eruptive Periode zwischen 1,6 und 1,4 Mio. Jahren vor heute erzeugte Rhyodazit-Tuff, Brekzie, Laven und die Dome der Devastator-Assemblage. Diese 500 m starke geologische Formation liegt an der Süd- und der Westflanke von Pylon Peak und Devastator Peak. Sein westlicher Teilbereich besteht aus grob geschichteter Tephra, während der östliche Teil die Lavaflüsse und Subvulkanite eines teilweise erhaltenen Schlots repräsentieren. Hier ist die Devastator-Assemblage massiv und durchschneidet die basale Brekzie der ersten eruptiven Periode.
Die vulkanische Aktivität der dritten eruptiven Periode fällt in die Zeit zwischen 1,1 Mio. und 200.000 Jahren vor heute. Eine dicke Abfolge andesitischer Lavaflüsse wurde aus dem Vulkan-Pfropfen des Devastator Peak ausgestoßen und erzeugte die Pylon-Assemblage. Mit einer maximalen Stärke von mehr als einem Kilometer ist die Pylon-Assemblage die größte Felseinheit, die das Mount-Meager-Massiv ausmacht. Die Lavaflüsse sind geschichtet, wobei sie von einer dünnen Schicht aus Lapilli-Tuff und geröteter Brekzie voneinander getrennt sind. Eine Konzentration von Einschlüssen aus Subvulkaniten und groben Bruchstücken vulkanischer Brekzie auf mehr als 100 m Länge lässt den Devastator Peak als einen Hauptschlot erscheinen.

### Bildung der Plinth-, Job-, Capricorn- und Mosaic-Assemblages
Die vierte und finale eruptive Periode von vor 150.000 bis weniger als 3.000 Jahren vor heute produzierte Rhyodazit-Lavaflüsse, Dome, Brekzien und Subvulkanit-Einschlüsse der Plinth-, Job- und Capricorn-Assemblages. Rings um Mount Job wurden aus porphyroider Hornblende, Biotit und Quarz-Rhyodazit bestehende Lavaflüsse der Job-Assemblage ausgestoßen. Die Schichten treten hervor und sind stellenweise säulenartig geformt. An der Ostseite des Affliction Glacier überlagern sie porphyroide andesitische Lavaflüsse der Pylon-Assemblage. Später wurden die Rhyodazit-Lavaflüsse der Capricorn-Assemblage ausgestoßen und flossen über die Biotit-Rhyodazite der Job-Assemblage hinweg. Die oberen 600 m des Capricorn Mountain und des Mount Job wurden durch diese Lavaflüsse geformt.

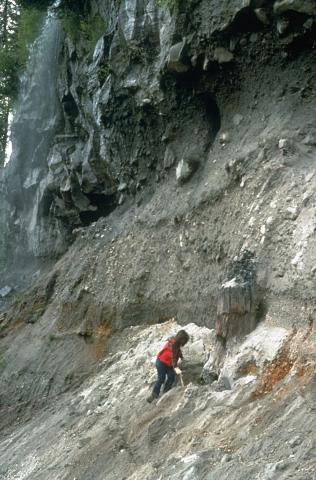
Ein Geologe neben einem Baumstumpf, der durch einen Ascheniederschlag und danach durch eine Glutlawine der Bridge-River-Schlot-Eruption vor etwa 2.400 Jahren verschüttet wurde

Eine weitere Folge von Rhyodazit-Lavaflüssen wurden anschließend ausgestoßen und formte die Plinth-Assemblage. Mount Meager, ein massiver Lavadom oder ein Vulkan-Pfropfen, besteht aus steil geneigten Lavafluss-Schichten und war die südliche Quelle der Lavaflüsse der Plinth-Assemblage und ihrer Brekzien. Der Plinth Peak wurde zur gleichen Zeit geformt wie die Plinth-Assemblage und ist hauptsächlich aus hervortretenden stelenförmigen oder teilweise miteinander verbundenen Lavaflüssen zusammengesetzt. Sein nördlicher Grat und der abgeplattete Gipfel enthalten drei Bereiche steiler Lavaflüsse und subhorizontal orientierter untereinander verbundener Säulen. Diese Bereiche sind möglicherweise die Überbleibsel von Vulkan-Pfropfen oder von Lavadomen, welche die nördliche Quelle der Lavaflüsse der Plinth-Assemblage waren. Die Mosaic-Assemblage, eine leicht porphyroide Plagioklas-Augit-Olivin-Basalt- und Trachyt-Basalt-Formation, wurde gleichfalls in der vierten eruptiven Periode gebildet. Sie ist der Rest von scoriatischen Lavaflüssen, Brekzien, vulkanischen Bomben und Kissenlava.
Die am besten bekannte und am meisten dokumentierte Eruption des Mount-Meager-Massivs ist eine große explosive Eruption, die sich vor etwa 2.400 Jahren ereignete. Diese Eruption, die wohl eine Stärke von 5 im Vulkanexplosivitätsindex (VEI) erreichte, war dem Ausbruch des Mount St. Helens von 1980 sehr ähnlich. Sie schickte eine massive Plinianische Säule mindestens 20 km hoch in die Erdatmosphäre. Die vorherrschenden Westwinde trugen die Vulkanasche dieser Explosion ostwärts bis nach Alberta. Die umliegenden Gebiete wurden durch heftige pyroklastische Fallablagerungen devastiert, als Teile der Plinianischen Säule in sich zusammenstürzten. Später wurde eine Serie von Glutlawinen ausgestoßen, welche bis zu 7 km weit herabstürzten. Danach wurde ein Lavafluss ausgestoßen, der rasch auf den steilen Hängen des Plinth Peak kollabierte und so eine dicke zusammengeschweißte Ablagerung aus Brekzie bildete, die den Lillooet River blockierte. Dies schuf einen See, der, als der Damm zusammenbrach, eine Megaflut auslöste. Riesige Felsblöcke wurden mehr als 2 km weit mitgerissen, doch die zerstörerischen Fluten hielten an. Später wurde ein kleiner Dazit-Lavafluss ausgestoßen, der in gut erhaltenen Säulenverbünden erstarrte. Der gesamte Eruptionszyklus stammte aus dem Bridge River Vent an der Nordostflanke des Plinth Peak. Es handelt sich sowohl um die letzte bekannte Eruption der Mount-Meager-Massivs als auch um die gewaltigste explosive Eruption im Holozän auf dem Gebiet des heutigen Kanada. Es ist jedoch nicht bekannt, wann dieser Ausbruch endete.
J. A. Westgate von der University of Toronto legte 1977 nahe, dass sich eine kleinere Eruption am Bridge River Vent nach dem Ausbruch von vor 2.400 Jahren ereignet haben könnte, die Tephra nach Südosten ausstieß. Eine Tephra-Lagerstätte, welche die Bridge-River-Asche am Otter Creek überlagert, zeigt enge genetische Beziehungen mit der Bridge-River-Asche und weicht bloß durch die Abwesenheit von Biotit von dieser ab. In einer früheren Publikation wurde diese Tephra als Teil der Bridge-River-Asche klassifiziert. Sie wurde jedoch mit der Radiokarbonmethode auf ein Alter von etwa 2.000 Jahren datiert und zeigt demnach an, dass sie ein paar hundert Jahre jünger ist als die Bridge-River-Asche. Die offensichtliche Abwesenheit von Biotit und das Auftreten weit südlich der Bridge-River-Asche legen aber ebenso eine andere Herkunft nahe. Großvolumige, feingranulierte Schuttströme nördlich des Vulkans könnten durch vulkanische Aktivität ausgelöst worden sein. Wenn dies zutrifft, wären die Kenntnisse über die Eruptionen der letzten 10.000 Jahre am Mount-Meager-Massiv unvollständig.

### Heutige Aktivität

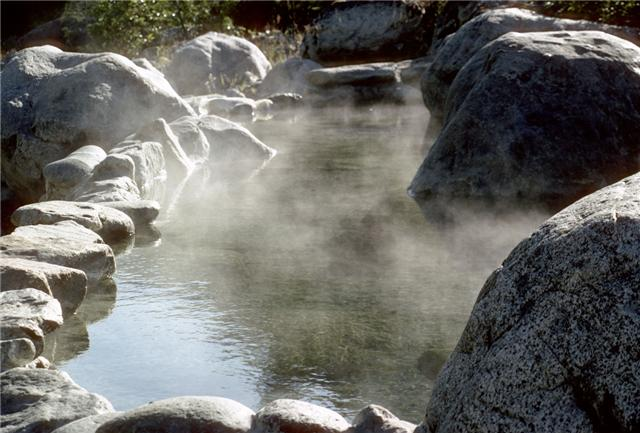
Eine Thermalquelle nahe dem Meager Creek, die mit dem Vulkanismus am Mount-Meager-Massiv in Zusammenhang steht

Zwei kleine Gruppen heißer Quellen sind am Mount-Meager-Massiv zu finden, welche das Vorhandensein magmatischer Hitze anzeigen. Diese Gruppen werden als Meager Creek Hot Springs bzw. Pebble Creek Hot Springs bezeichnet und stehen höchstwahrscheinlich mit aktueller vulkanischer Aktivität am Massiv in Zusammenhang. Die Meager Creek Hot Springs, die größten in British Columbia, bleiben für den größten Teil des Jahres schneefrei. Die Quellen am Mount-Meager-Massiv könnten einen Hinweis auf eine oberflächennahe flache Magmakammer geben.
Zwischen 1970 und 2005 wurden mehr als 20 kleine Erdbeben am Vulkan aufgezeichnet. Die Magnituden dieser Ereignisse waren im Allgemeinen nicht höher als 2,0 auf der Richterskala und stammten aus einer Tiefe von 20 km bis weniger als einem Kilometer. Andere Vulkane im Garibaldi-Vulkangürtel mit einer nachgewiesenen Seismizität sind der Mount Garibaldi, der Mount Cayley und die Silverthrone Caldera. Seismische Daten legen nahe, dass diese Vulkane auch heute noch aktive Magmakammern besitzen, und zeigen an, dass einige Vulkane des Garibaldi-Gürtels möglicherweise noch aktiv sind und von ihnen potenziell große Gefahren ausgehen. Die seismische Aktivität korrespondiert mit einigen kürzlich entstandenen Vulkanen in Kanada und mit bestehenden Vulkanen, die über ihre gesamte Geschichte hinweg starke explosive Aktivitäten zeigten wie der Mount Garibaldi, der Mount Cayley und das Mount-Meager-Massiv.
Am Massiv wurden 2016 Fumarolen und Schwefel-Geruch festgestellt, darunter ein Fumarolen-Feld am Job Glacier. Darauf folgte ein Monitoring am Berg durch Vulkanologen von Natural Resources Canada, in dessen Ergebnis keine hohe seismische Aktivität beobachtet werden konnte. Das Fumarolen-Feld wurde aufgrund des Vorhandenseins von Schwefelwasserstoff und potenziell instabiler Gletscherspalten als nicht betretungssicher angesehen.

## Gefährdungen und Gefahrenabwehr

### Eruptionen
Vom Mount-Meager-Massiv geht weiterhin eine massive Gefährdung durch Vulkanismus aus, da hochexplosive Eruptionen drohen. Eine vollständige Eruption würde viele besiedelte Gebiete im Süden von British Columbia und Alberta bedrohen. Pemberton, eine Gemeinde 50 km unterhalb des Massivs, ist mit einem hohen Risiko konfrontiert. Würde der Vulkan heftig ausbrechen, würden sowohl die Fischerei im Lillooet River als auch der nahebei betriebene Bergbau und die Holzgewinnung unmöglich werden. Außerdem liegt das Mount-Meager-Massiv in unmittelbarer Nachbarschaft einer wichtigen Luftverkehrsroute. Vulkanasche schränkt die Sicht ein und kann zum Ausfall von Triebwerken sowie zu Schäden an den Flug-Kontroll-Systemen führen. Selbst eine kleinere Eruption könnte massive Schäden durch das schnell schmelzende Gletschereis anrichten, indem starke Gerölllawinen ausgelöst würden. Ein Beispiel für ein solches Ereignis ist die Tragödie von Armero in Kolumbien 1985, bei der ein vergleichsweise kleiner Ausbruch des Nevado del Ruiz die Eiskappe am Gipfel schmolz und einen Lahar erzeugte.

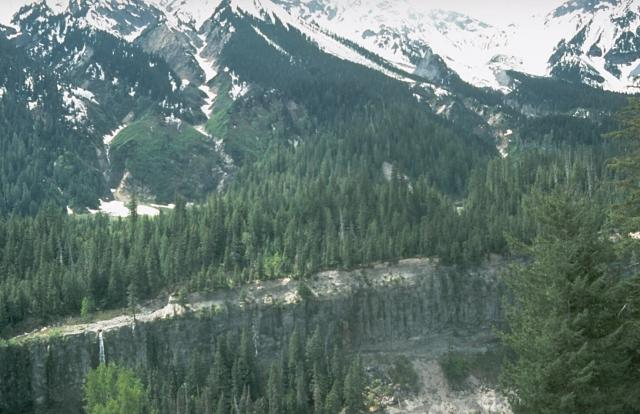
Diese Ablagerungen eines pyroklastischen Stroms bilden die Canyon-Wand im Vordergrund am Lillooet River. Die Eruption fand am Bridge River Vent an der Nordostflanke des Plinth Peak statt.

Jack Souther, eine der führenden Autoritäten zu geothermalen Ressourcen und Vulkanismus in der kanadischen Kordillere, äußerte die Sorge vor einem weiteren Ausbruch:

„At present the volcanoes of the Garibaldi Belt are quiet, presumed dead but still not completely cold. But the flare-up of Meager Mountain 2,500 years ago raises the question, "Could it happen again?" Was the explosive eruption of Meager Mountain the last gasp of the Garibaldi Volcanic Belt or only the most recent event in its on-going life? The short answer is nobody really knows for sure. So just in case I sometimes do a quick check of the old hot-spots when I get off the Peak Chair.

Gegenwärtig sind die Vulkane des Garibaldi-Gürtels ruhig, mutmaßlich erloschen, aber noch nicht vollständig erkaltet. Aber das Aufflackern des Meager Mounain vor 2.500 Jahren bringt die Frage auf: „Könnte es wieder passieren?“ War die explosive Eruption des Meager Mountain der letzte Atemzug des Garibaldi-Vulkangürtels oder nur das jüngste Ereignis in seinem andauernden Leben? Die kurze Antwort ist: Niemand weiß es sicher. Also mache ich für alle Fälle einen Schnell-Check der alten Hot-Spots, wenn ich vom Peak Chair komme.“

Wegen der Besorgnis über potenzielle Eruptionen und die damit verbundenen Gefährdungen der umliegenden Gemeinden plant die Geological Survey of Canada die Erstellung von Gefährdungskarten und Notfallplänen für das Mount-Meager-Massiv wie auch für den Mount Cayley im Süden. Obwohl nur sehr wenige Eruoptionen in Kanada durch Menschen beobachtet wurden, bleibt das Gebiet intensiv vulkanisch aktiv. Dem Geologic Hazards '91 Workshop zufolge „sollten vorrangig Studien zur Auswirkung der gegenwärtig aktiven Vulkanzentren in der nächsten Nähe besiedelter Gebiete, also am Mount Baker und am Mount Meager erstellt werden. Im ersteren Fall ist eine gemeinsame Anstrengung der Beteiligten in Kanada (British Columbia) und in den Vereinigten Staaten (Bundesstaat Washington) erforderlich“.
Das Mount-Meager-Massiv wird durch die Geological Survey of Canada nicht eng genug überwacht, um die Aktivität des Magma-Systems feststellen zu können. Das Canadian National Seismograph Network wurde etabliert, um Erdbeben in ganz Kanada zu überwachen, aber es ist zu weit entfernt, um exakte Hinweise auf Aktivitäten unter dem Berg aufzeichnen zu können. Es könnte ein Ansteigen der seismischen Aktivität registrieren, wenn das Massiv sehr unruhig würde, aber dies würde nur eine Warnung vor einem großen Ausbruch bedeuten; das System könnte die Aktivität nur dann registrieren, wenn der Ausbruch schon begonnen hätte. Für den Fall eines Ausbruchs am Mount-Meager-Massiv existieren Mechanismen, um Hilfsmaßnahmen zu koordinieren. Der Interagency Volcanic Event Notification Plan (IVENP) wurde geschaffen, um die Informationskette unter einigen der wichtigsten Behörden festzuschreiben, die auf einen Vulkanausbruch in Kanada reagieren würden, ebenso auf einen Ausbruch nahe der Grenze zwischen Kanada und den Vereinigten Staaten oder irgendeiner Eruption, die Kanada betreffen könnte.
Obwohl das Mount-Meager-Massiv einen potenziell aktiven Vulkan darstellt, gab es bis 2016 keinen Hinweis auf einen bevorstehenden Ausbruch. Viele Erdbeben in geringer Tiefe ereignen sich normalerweise vor einem Vulkanausbruch. Da Magma über die Zeit bis zur Erdoberfläche steigt, erzeugt es möglicherweise viel mehr Energie und Hitze an den Thermalquellen der Region und lässt außerdem neue Quellen und Fumarolen entstehen. Diese Anzeichen entstehen im Allgemeinen innerhalb von Wochen, Monaten oder Jahren vor einem potenziellen Ausbruch, obwohl ein Eruptionsereignis am Mount Meager in naher Zukunft wenig wahrscheinlich ist. Ein wesentlicher struktureller Zusammenbruch, verbunden mit dem Verlust der Festigung durch Gletschereis, könnte ein Röhrensystem zum Magmaherd hervorbringen und zu einer Eruption führen.

### Erdrutsche
Wissenschaftler haben Gründe dafür angeführt, dass das Mount-Meager-Massiv, aus veränderten vulkanischen Gesteinen bestehend, die leicht auseinanderbrechen, das instabilste Bergmassiv in Kanada ist und auch sein aktivstes Erdrutsch-Gebiet sein könnte. In den vergangenen 8.000 Jahren haben sich mehr als 25 Erdrutsche ereignet; außerdem haben vom Massiv ausgehende Schuttströme das Tal des Meager Creek bis zu einer Tiefe von 250 m aufgefüllt.
Große, von Vulkanen ausgehende Schuttströme, als Lahare bezeichnet, bilden eine Gefahr für unterhalb vergletscherter Vulkane gelegene besiedelte Gebiete. Obwohl Lahare typischerweise infolge vulkanischer Eruptionen auftreten, können sie sich auch ereignen, wann immer die Bedingungen für den Zusammenbruch und die Bewegung von vorhandenen Lagern vulkanischer Aschen gegeben sind. Schnee- und Eisschmelze, heftige Regenfälle oder der massive Abfluss aus einem am Gipfel gelegenen Kratersee – all dies kann zu Laharen führen. Erdrutsche am Mount-Meager-Massiv können auch indirekt mit dem Klimawandel in Zusammenhang stehen. Mehrere Zugrisse erstrecken sich bis zum Gipfel, und seit die globale Erwärmung die Gletscher schmelzen lässt, erreicht das Schmelzwasser am Massiv größere Tiefen. Es fließt dann entlang der Brüche an der Oberfläche und erzeugt so Erdrutsch-Zonen.
Weil am Mount-Meager-Massiv große Erdrutsche ausgelöst werden können, ist das Tal des Meager Creek möglicherweise das gefährlichste Tal in der Nordamerikanischen Kordillere. Die rasch wachsenden Gemeinden im Tal des Lillooet River wie Pemberton sind gefährdet, ungeachtet ihrer Entfernung vom Massiv. Da Pemberton weiterhin wächst, wird es sich irgendwann in die umgebenden Berge ausdehnen, so dass für die dort lebenden Menschen eine erhebliche Gefahr entsteht.
Das Risiko eines Erdrutsches wird durch das Lillooet River Early Warning System etwas abgeschwächt, welches seit 2014 im Pemberton Valley bei drohenden Erdrutschen warnt. Das Monitoring erfolgt über die Messung des Wasserstandes im Lillooet River mithilfe zweier Sensoren: Einer ist an der Hurley River Forestry Bridge angebracht, ein weiterer im Fluss selbst. Die Sperrung des Lillooet River durch einen Erdrutsch würde durch die Absenkung des Wasserspiegels angezeigt, wogegen der Bruch eines durch den Erdrutsch verursachten Dammes einen raschen Anstieg des Wasserspiegels zur Folge hätte.

#### Prähistorische Erdrutsche
| Ereignis                             | Quelle                              | Jahre vor heute | Volumen        | Literaturhinweis                             |
| ------------------------------------ | ----------------------------------- | --------------- | -------------- | -------------------------------------------- |
| Felslawine/Schuttstrom               | Pylon Peak                          | 7.900           | 450.000.000 m³ | Friele & Clague (2004)                       |
| Felslawine/Schuttstrom               | Job Creek                           | 6.250           | 500.000.000 m³ | Friele et al. (2005)                         |
| Felslawine/Schuttstrom               | Capricorn Creek                     | 5.250           | 5.000.000 m³   | McNeely & McCuaig (1991)                     |
| Felslawine/Schuttstrom/Mure          | Pylon Peak                          | 4.400           | 200.000.000 m³ | Friele & Clague (2004); Friele et al. (2005) |
| Felslawine/Schuttstrom               | Job Creek, Vorläufer einer Eruption | 2.600           | 500.000.000 m³ | Friele et al. (2005); Simpson et al. (2006)  |
| Glutlawine                           | Syn-eruptiv                         | 2.400           | 440.000.000 m³ | Stasiuk et al. (1996); Stewart (2002)        |
| Felslawine/Megaflut/Schuttstrom/Mure | Syn-eruptiv                         | 2.400           | 200.000.000 m³ | Stasiuk et al. (1996); Stewart (2002)        |
| Felslawine                           | Syn- bis post-eruptiv               | 2.400           | 44.000.000 m³  | Stasiuk et al. (1996); Stewart (2002)        |
| Schuttstrom                          | Job Creek                           | 2.240           | 1.000.000 m³   | Pierre, Jakob & Clague (2008)                |
| Schuttstrom                          | Devastation Creek                   | 2.170           | 12.000.000 m³  | McNeely & McCuaig (1991)                     |
| Schuttstrom                          | Angel Creek                         | 1.920           | 500.000 m³     | McNeely & McCuaig (1991)                     |
| Schuttstrom                          | Job Creek                           | 1.860           | 1.000.000 m³   | McNeely & McCuaig (1991)                     |
| Schuttstrom                          | Job Creek                           | 870             | 9.000.000 m³   | Jordan (1994)                                |
| Schuttstrom                          | No Good Creek                       | 800             | 100.000 m³     | McNeely & McCuaig (1991)                     |
| Schuttstrom                          | Job Creek                           | 630             | 1.000.000 m³   | Pierre, Jakob & Clague (2008)                |
| Schuttstrom                          | No Good Creek                       | 370             | 5.000.000 m³   | McNeely & McCuaig (1991)                     |
| Schuttstrom                          | Angel Creek                         | 210             | 100.000 m³     | McNeely & McCuaig (1991)                     |

#### Historische Erdrutsche
| Ereignis                          | Quelle            | Jahr | Volumen                             | Literaturhinweis:1280                              |
| --------------------------------- | ----------------- | ---- | ----------------------------------- | -------------------------------------------------- |
| Schuttstrom                       | Capricorn Creek   | 1850 | 1.300.000 m³                        | Jakob (1996); McNeely & McCuaig (1991)             |
| Schuttstrom                       | Capricorn Creek   | 1903 | 30.000.000 m³ (1,100,000,000 cu ft) | Jakob (1996)                                       |
| Schuttstrom                       | Devastation Creek | 1931 | 3.000.000 m³                        | Carter (1931); Decker et al. (1977); Jordan (1994) |
| Felslawine                        | Capricorn Creek   | 1933 | 500.000 m³                          | Croft (1983)                                       |
| Felslawine                        | Devastation Creek | 1947 | 3.000.000 m³                        | Read (1978)                                        |
| Schuttstrom                       | Capricorn Creek   | 1972 | 200.000 m³                          | Jordan (1994)                                      |
| Felslawine (s. u.)                | Devastation Creek | 1975 | 12.000.000 m³                       | Mokievsky-Zubot (1977); Evans (2001)               |
| Schuttstrom                       | Affliction Creek  | 1984 | 200.000 m³                          | Jordan (1994)                                      |
| Felslawine                        | Mount Meager      | 1986 | 500.000 m³                          | Evans (1987)                                       |
| Schuttstrom                       | Capricorn Creek   | 1998 | 1.300.000 m³                        | Bovis & Jakob (2000)                               |
| Schuttstrom                       | Capricorn Creek   | 2009 | 500.000 m³                          | Friele (unveröffentlichte Daten)                   |
| Felsrutschung/Schuttstrom (s. u.) | Capricorn Creek   | 2010 | 48.500.000 m³                       | Guthrie et al. (2012)                              |

##### Erdrutsch von 1975

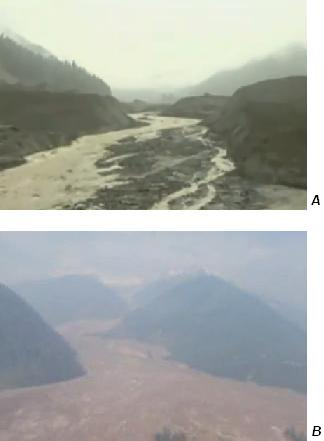
Diese Flusstäler sind mit Geröll gefüllt, das 2010 vom Mount Meager als Erdrutsch abging. Photo A zeigt den zusammengebrochenen Geröll-Damm am Zusammenfluss von Capricorn Creek und Meager Creek. Photo B zeigt den Geröllstrom an der Mündung des Meager Creek in den Lillooet River.

Am 22. Juli 1975 ging eine gewaltige Felslawine am Massiv ab. Mit einem Volumen von 13.000.000 m³ begrub und tötete sie eine Gruppe von vier Geologen am Zusammenfluss von Devastation Creek und Meager Creek. Der Erdrutsch hatte seinen Ausgangspunkt an der Westflanke des Pylon Peak und raste den Devastation Creek 7 km weit herunter. Geologische Studien zeigten, dass der Erdrutsch das Ergebnis komplexer Ereignisse von glazialer Erosion sowie des Vorstoßens und Zürückweichens an der Spitze des Gletschers (was die Massen für den Erdrutsch auftürmte) war, wobei das Vorstoßen durch die Kleine Eiszeit und das anschließende Zurückweichen durch die globale Erwärmung verursacht wurden.

##### Erdrutsch von 2010
Am 6. August 2010 brach sich ein gewaltiger Erdrutsch vom Capricorn Glacier mit einer Geschwindigkeit von 30 m pro Sekunde Bahn. Experten schätzten das Geröllvolumen zunächst auf insgesamt 40.000.000 m³, was ihn zum zweitgrößten Erdrutsch in der kanadischen Geschichte nach dem Bergsturz von Hope von 1965 machte, welcher ein Gesteinsvolumen von 47.000.000 m³ umfasste. Dieses Ereignis fand am Johnson Peak statt, einem Berg im Nicolum Valley nahe Hope (British Columbia). Später wurde das Volumen jedoch auf mehr als 48.500.000 m³ geschätzt, so dass es sich um den größten Erdrutsch aller Zeiten in Kanada handelte.
Der Erdrutsch von 2010 war 300 m breit und 2 km lang. Er schuf einen Damm quer zum Meager Creek und zum Lillooet River. Flussaufwärts entstand dadurch ein See. Erste Befürchtungen, der Damm könne brechen und das Tal des Lillooet River fluten, zerschlugen sich am nächsten Tag, als der Damm teilweise einstürzte und das aufgestaute Wasser langsam abfloss. Ein Aufruf zur Evakuierung wurde zurückgezogen, und etwa 1.500 Bewohner kehrten am Wochenende nach dem Erdrutsch in ihre Häuser zurück. Es gab keine Meldungen über Verletzte.